# Половинка (Шемонаихинский район)
Полови́нка (каз. Половинка) — село в Шемонаихинском районе Восточно-Казахстанской области Казахстана, входит в состав Усть-Таловской поселковой администрации. Код КАТО — 636863400.

## География
Село расположено на западе Шемонаихинского района, в 2 километрах к северо-востоку от административного центра поселковой администрации поселка Усть-Таловка, в 3 километрах к юго-западу от районного центра города Шемонаиха. Ближайшая железнодорожная станция Усть-Таловка — расположена в 3 километрах к юго-западу от села (по дороге — 5,3 км). Соседние населённые пункты: Берёзовка в 2 километрах к северо-востоку, Усть-Таловка в 2 километрах к юго-западу. Транспортное сообщение осуществляется автомобильной дорогой областного значения KF-40 «Шемонаиха — Усть-Таловка». Высота центра населённого пункта — 289 метров над уровнем моря.

## Население
| Численность населения | Численность населения | Численность населения | Численность населения |
| 1989                  | 1999                  | 2009                  | 2021                  |
| --------------------- | --------------------- | --------------------- | --------------------- |
| 201                   | ↘147                  | ↗181                  | ↗641                  |

Процентное соотношение численно-преобладающих национальностей согласно переписи 1989 года:
| Национальность | Процентное соотношение |
| -------------- | ---------------------- |
| Русские        | 63 %                   |
| Казахи         | 30 %                   |
| Другие         | 7 %                    |